# Longaniza de Pascua

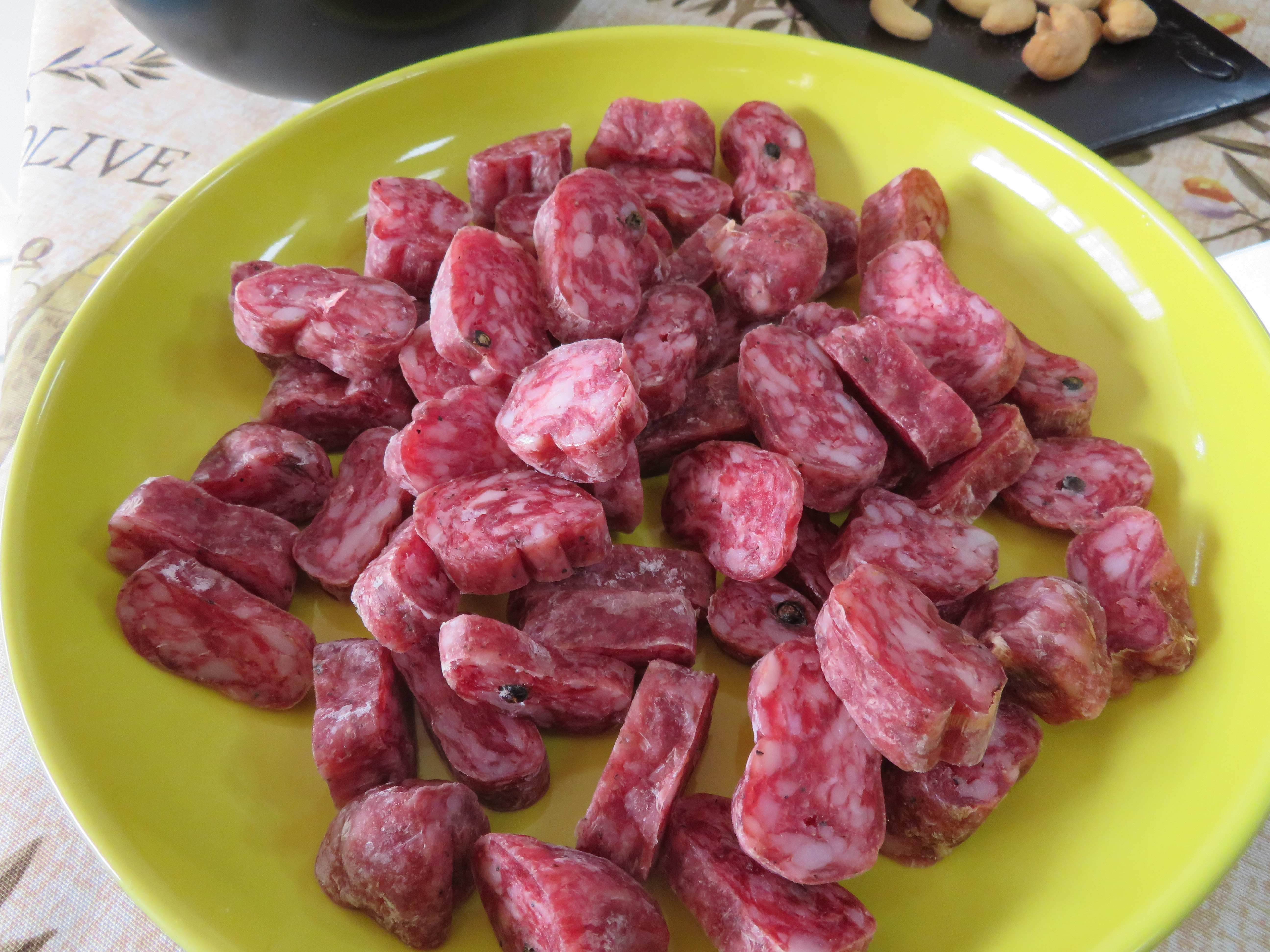
"Coentet", variedad de Longaniza de Pascua.

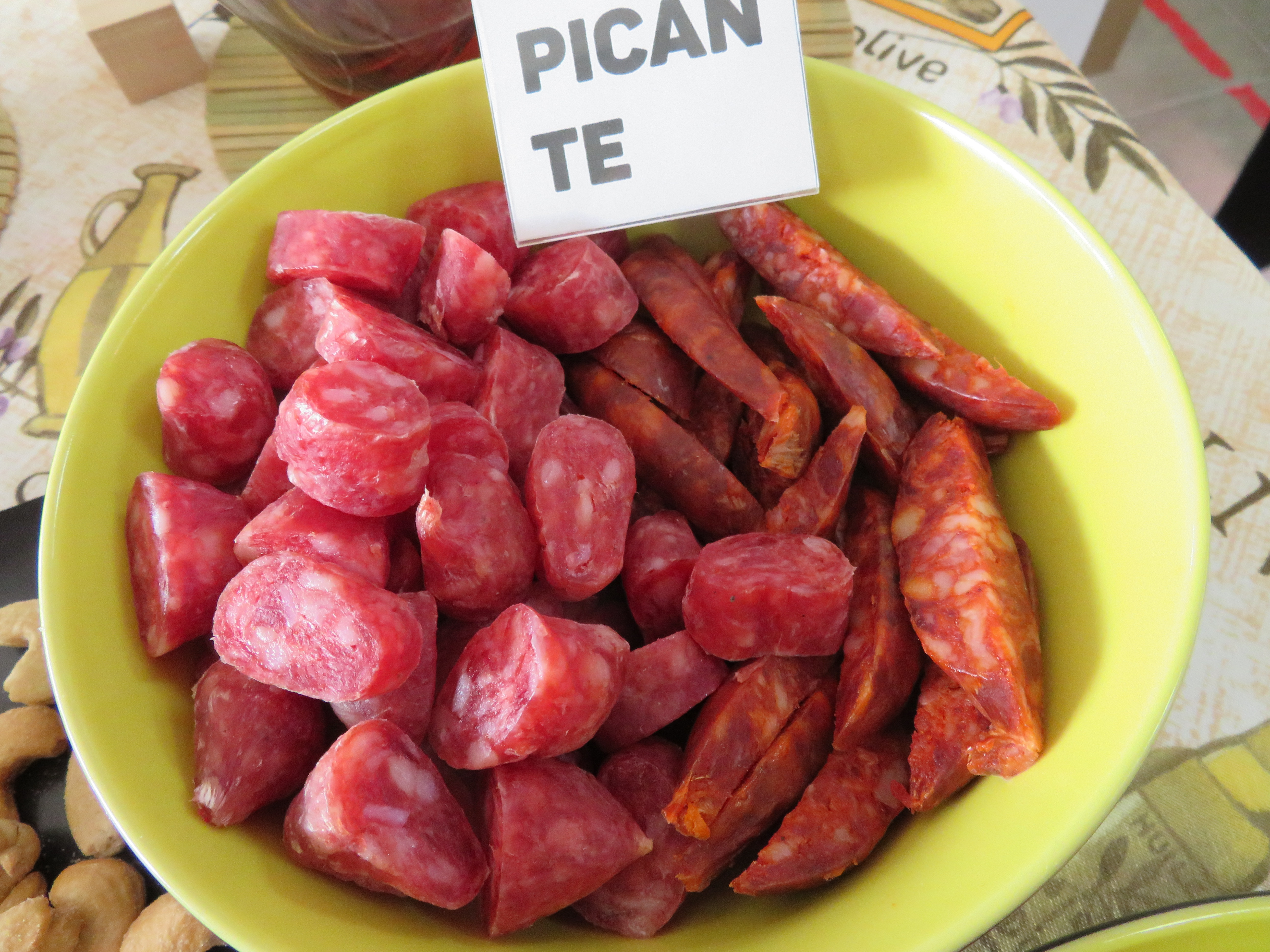
Pascua y rosario, dos variedades de embutidos curados típicos de las carnicerías y charcuterías de la provincia de Castellón.

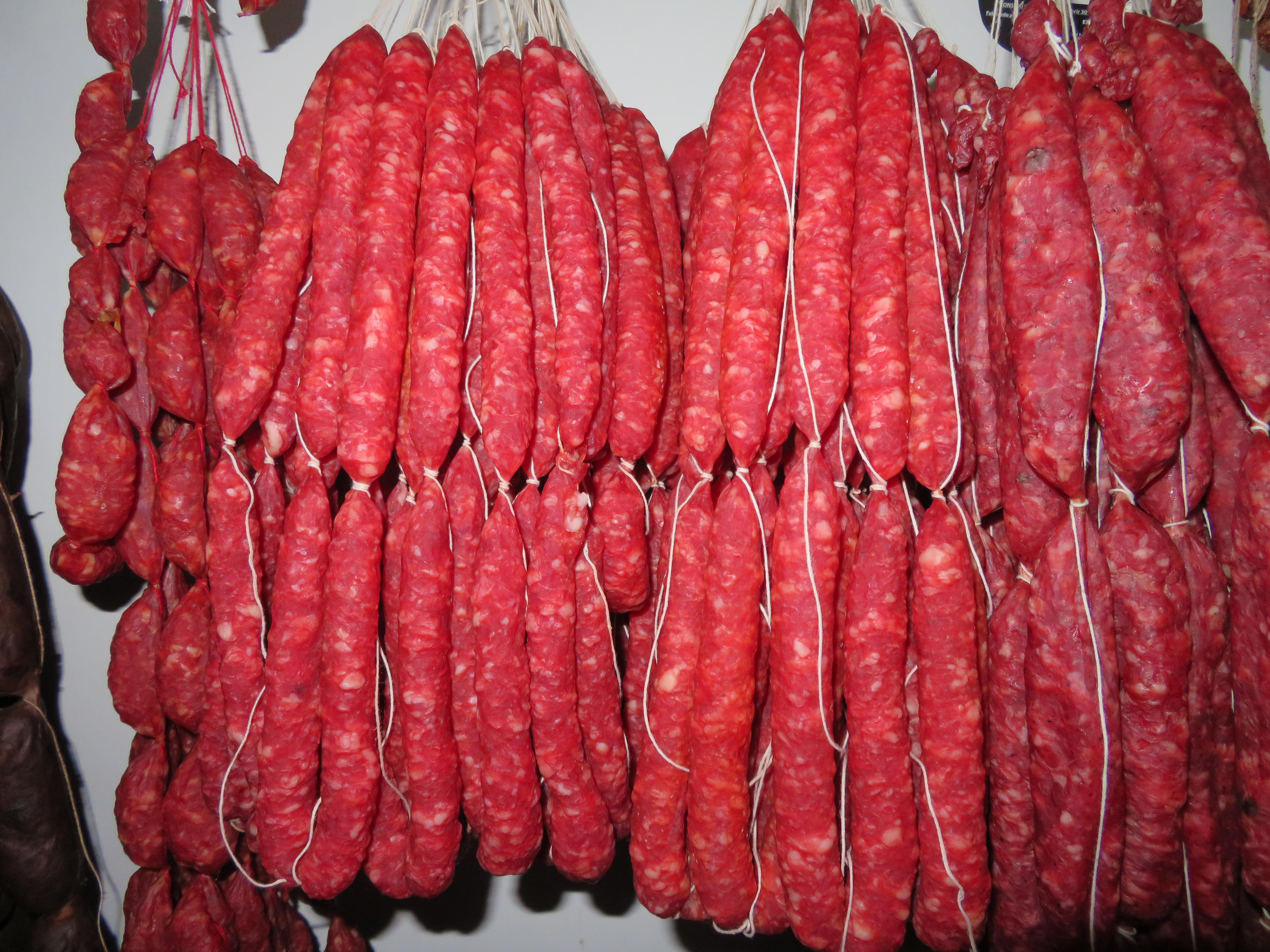
Longanizas secas de Pascua, típicas de la Comunidad Valenciana

La longaniza de Pascua es un embutido típico de la Comunidad Valenciana, la Región de Murcia y de la vecina comarca aragonesa del Maestrazgo. Está elaborada a base de magro de cerdo teniendo una longitud de unos 30 centímetros con el grosor aproximado de un dedo consumiéndose seca.

## Características
Como su nombre indica si bien ahora es posible consumirla durante todo el año, esta longaniza era un alimento típico de la Pascua ya que después del periodo de cuaresma la iglesia permitía volver a consumir carne. En este periodo del tiempo es una costumbre típica valenciana salir a merendar al campo a envolar el cachirulo por lo que la longaniza de pascua al no necesitar ser cocinada era un alimento ideal. Junto a la longaniza de pascua el menú de la merienda era completado con una mona, una lechuga y un huevo duro que era costumbre cascar en la frente de algún conocido.